# Os cortical
L'os cortical (ou os compact ou os haversien ou substance compacte) est le tissu osseux qui forme la couche périphérique des os longs, courts et plats.
Il donne à l'os son aspect lisse, blanc et solide et représente 80 % de la masse osseuse totale d'un squelette humain adulte.
Il est composé d'un système de Havers du nom de l'anatomiste anglais Clopton Havers .

## Système de Havers
Un système de Havers est constitué d'ostéons.
Un ostéon est formé par :
- un canal central : le canal de Havers qui contient du tissu conjonctif vascularisé, des ostéoblastes et des ostéoclastes,
- des lamelles osseuses concentriques autour de ce canal et entre lesquelles sont piégés les ostéocytes.

Les ostéoclastes digèrent la matrice osseuse tandis que les ostéoblastes synthétisent une nouvelle matrice. L'os est en perpétuel remaniement.
Ces canaux sont orientés selon le grand axe de l'os ; ils communiquent entre eux par de fins canaux transversaux ou obliques : les canaux de Volkmann qui contiennent des éléments vasculaires.